# Helicoön pluriseptatum
Helicoön pluriseptatum är en svampart som beskrevs av Beverw. 1954. Helicoön pluriseptatum ingår i släktet Helicoön och familjen Tubeufiaceae.   Inga underarter finns listade i Catalogue of Life.